# Pałac w Bejnunach Małych
Pałac w Bejnunach Małych – klasycystyczny pałac rodziny Farenheidów, który znajdował się w Bejnunach Małych (niem. Klein Beynuhnen) na terenie Prus Wschodnich, obecnie w obwodzie królewieckim Rosji, 4 km od granicy polsko-rosyjskiej. Niegdyś jedna z największych i najcenniejszych rezydencji pałacowych w tej części Europy. Dzięki słynnej kolekcji sztuki antycznej pałac nazywany był Wschodniopruskimi Atenami. W 1945 roku rezydencja, po uprzednim złupieniu, została wysadzona w powietrze przez Armię Czerwoną.

## Historia
Do 1793 majątek Klein Beynuhnen (Bejnuny Małe) znajdował się w posiadaniu Friedricha Wilhelma von Dönhoffa i jego żony Anny Sophie z Langermannów. Wówczas kupił go za 75 tys. talarów Friedrich Wilhelm Johann von Farenheid (1747–1834), przedstawiciel jednej z najzamożniejszych rodzin w Prusach Wschodnich. Należały do niego m.in. położone po sąsiedzku dobra Mieduniszki i Rapa. Po jego śmierci majątek przeszedł w ręce jego syna Friedricha Heinricha Johanna (1780–1849), który doprowadził do ich gospodarczego rozkwitu, m.in. zakładając jedną z największych prywatnych stadnin koni pełnej krwi w Europie. Po nim majątek objął jego syn Fritz von Farenheid (1815–1888), który przeniósł tam siedzibę rodu z pobliskiej Rapy.
W 1847 rozpoczęto projektowanie nowego parku. Powiększająca się kolekcja sztuki antycznej spowodowała, że w latach 1850–1854 do barokowego pałacu dobudowano wschodnie skrzydło, które miało służyć jako sala na rzeźby. Po kilku latach Fritz von Farenheid zdecydował o rozbiórce starego pałacu i wzniesieniu nowego  w stylu klasycystycznym. Jego projektantami byli rzeźbiarz Albert Wolff, berliński architekt Christian August Hahnemann oraz sam von Farenheid. W latach 1860–1864 powstał wielki pałac nawiązujący do stylu Karla Friedriecha Schinkla. Założenie obejmowało rezydencję oraz 150-hektarowy park z licznymi altanami, świątyniami w stylu doryckim o liczne budynki gospodarcze.
Przed swoją śmiercią Fritza von Farenheid utworzył fundację, która miała zarządzać jego majątkiem na zasadzie ordynacji. Miało to zapewnić niepodzielność zbiorów i uniemożliwić ich ewentualną sprzedaż. Obowiązywała zasada majoratu – cały majątek przechodzić miał na najstarszego krewnego. W 1888 jego spadkobiercą i właścicielem ordynacji został Friedrich von Bujack, syn jego siostry Frederike Charlotty. Po bezpotomnej śmierci jego syna w 1929 majorat został rozwiązany, zaś zarząd nad kolekcją dzieł sztuki w Bejnunach Małych przejęła fundacja połączona z majątkiem leśnym dla zapewnienia środków na jej utrzymanie.

## Kolekcja sztuki

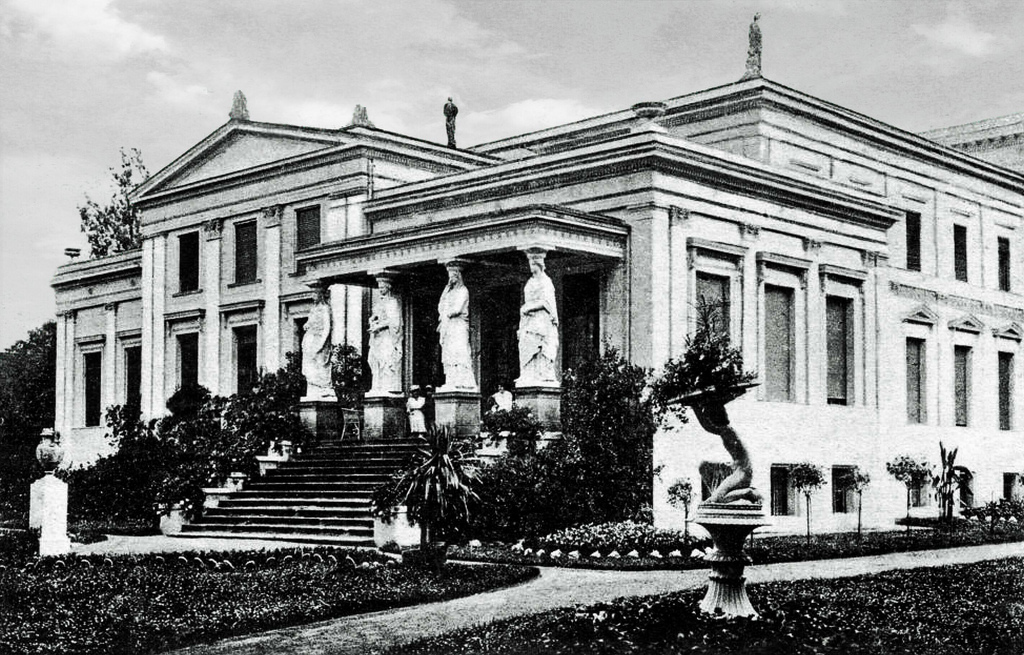
Widok boczny pałacu

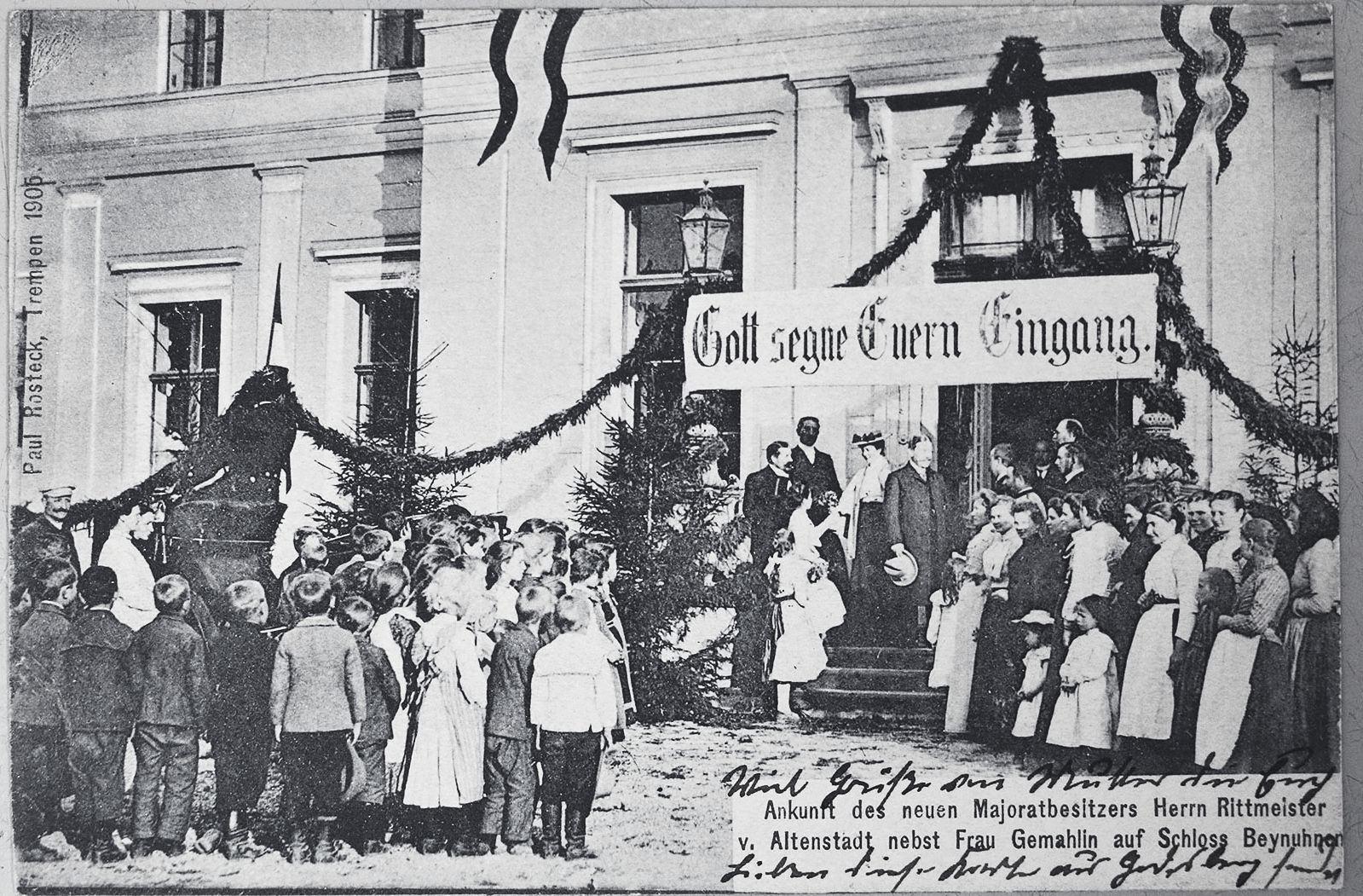
Otwarcie kolekcji pałacu dla zwiedzających, ok. 1884

Fritz von Farenheid był uznanym kolekcjonerem. Jego ojciec pozostawił mu wielki majątek i polecił, aby został przeznaczony na zakup dzieł sztuki. Udało mu się zgromadzić wielki zbiór odlewów rzeźb antycznych, malarstwa włoskiego z okresu renesansu i XIX-wiecznego niemieckiego. Łącznie posiadał 60 oryginalnych obrazów i 210 kopii najsłynniejszych dzieł europejskiego malarstwa. Jego pałac w Bejnunach Małych stał się muzeum sztuki, które nie miało konkurencji w Prusach Wschodnich. Pałac i park był pełen rzeźb (w samym parku znajdowało się ich ok. 200, wśród nich dzieła Bertela Thorvaldsena), obrazów, eksponatów z wykopalisk i replik świątyń greckich. Dzieła sztuki zakupywane były w Europie Zachodniej, a następnie transportowane drogą morską do Królewca, skąd konnymi wozami wieziono je do Bejnun. Kolekcja była tak wielka, że jej katalog liczył ponad 400 stron.
Od 1884 roku kolekcja została bezpłatnie udostępniona publiczności w każdy piątek w miesiącach letnich. Część pomieszczeń pałacowych również była dostępna dla zwiedzających, w tym sala kolumnowa, sala antyczna, pokój europejski, biblioteka, sala czerwona, pokój szary, sala miedziorytów, sala balowa, stara pracownia. Bejnuny Małe zaczęły być wówczas nazywane Wschodniopruskimi Atenami. Stały się również ważnym punktem programu wycieczek z Węgorzewa, które miały dobre połączenie kolejowe z Bejnunami Małymi. Zgodnie z testamentem Fritza von Farenheida po jego śmierci pałac i park miały być nadal udostępniane publiczności.
Podróżujący w 1913 roku po Mazurach Mieczysław Orłowicz, zamieścił w Ilustrowanym przewodniku po Mazurach Pruskich i Warmii następujący opis pałacu w Bejnunach: 

Polecenia godną jest wycieka do leżących na północ od Węgoborka już poza obrębem Mazur, odległych 25 km Bejnun (Beynuhnen). Położony w ślicznym parku klasyczny pałac Fryderyka Fahrenheida (sic!) pełen rzeźb, obrazów i wykopalisk, jest prawdziwym muzeum sztuki starożytnej i neoklasycznej. Prócz oryginałów znajduje się tu wiele odlewów gipsowych arcydzieł rzeźby wszystkich czasów. Zwiedzanie jest dozwolone w miesiącach letnich, w każdy piątek. Najlepsze dzieła sztuki znajdują się w apartamentach prywatnych właściciela. Wśród oryginałów są cztery obrazy Gwido Reniego, Aleksandra Varotari „Ofiara Ifigenii”, nadto zbiór sztychów, wśród nich Tycjana, Rafaela, Leonarda da Vinci, Rubensa. W parku wiele rzeźb marmurowych, świątyń gotyckich oraz grób założyciela pałacu Fr. Farenheida i jego przyjaciela Salpiusa, ozdobiony rzeźbą Thorwaldsena”

## Zniszczenie
Na początku 1945 Bejnuny Małe zajęła Armia Czerwona. Wyposażenie pałacu zostało zarekwirowane przez specjalną komisję sowiecką i wywiezione w głąb ZSRR. Nie ma żadnych informacji o jej dalszym losie. Budynek został następnie wysadzony w powietrze. Część jego murów przetrwała do początku lat 50. Rzeźby w pałacowym parku zostały zniszczone przez Rosjan, którzy osiedlili się tam po 1945. Według niektórych informacji, w 1944 część kolekcji, głównie obrazy, została wywieziona przez Gertrudę von Farenheid do Sopotu, skąd następnie miała zostać przetransportowana w głąb Niemiec. Los tej części kolekcji również pozostaje nieznany. Całe terytorium dawnej rezydencji von Farenheidów jest intensywnie przekopywane przez poszukiwaczy skarbów.

## Galeria

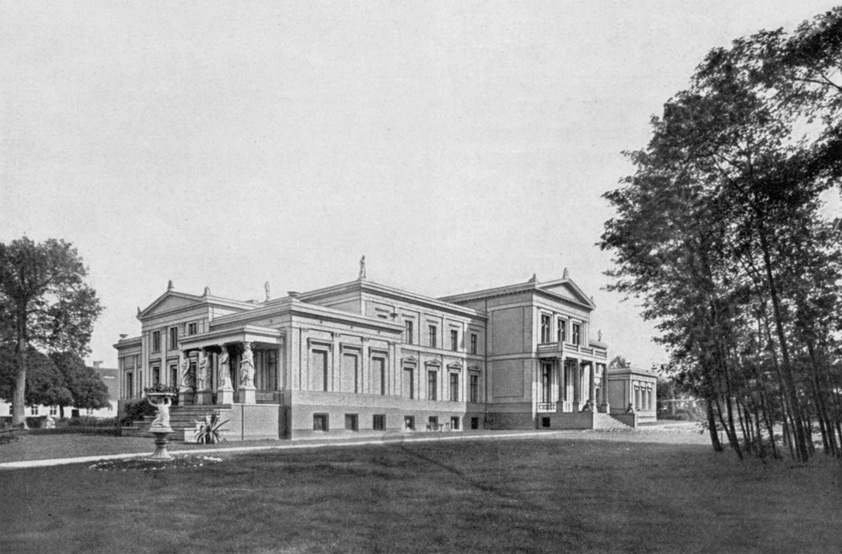
Widok pałacu
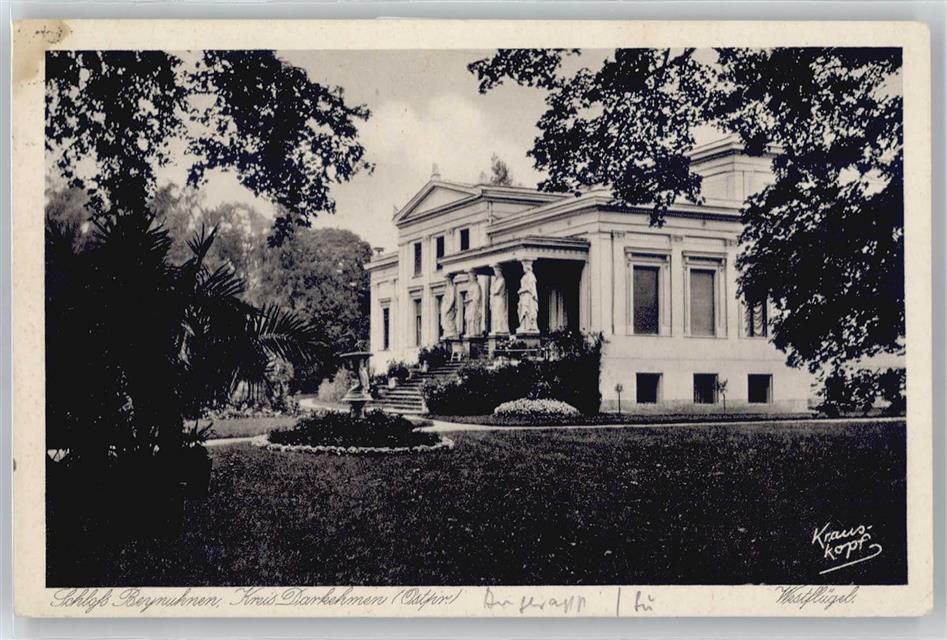
Widok boczny
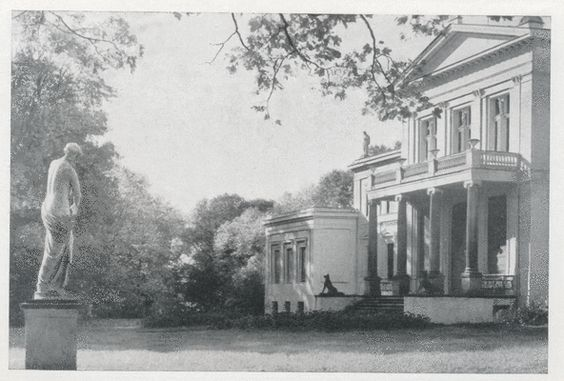
Widok boczny
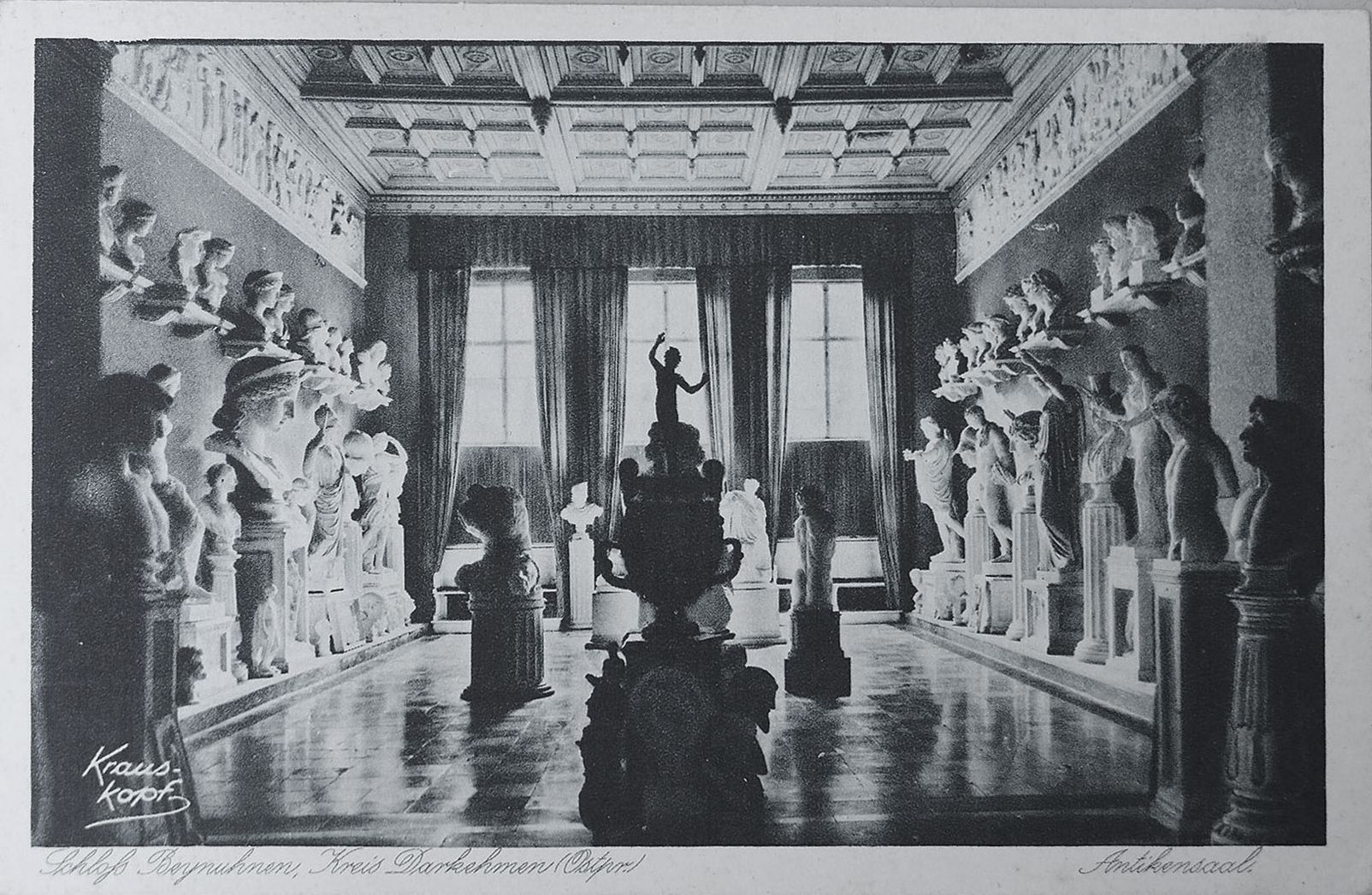
Wnętrze pałacu
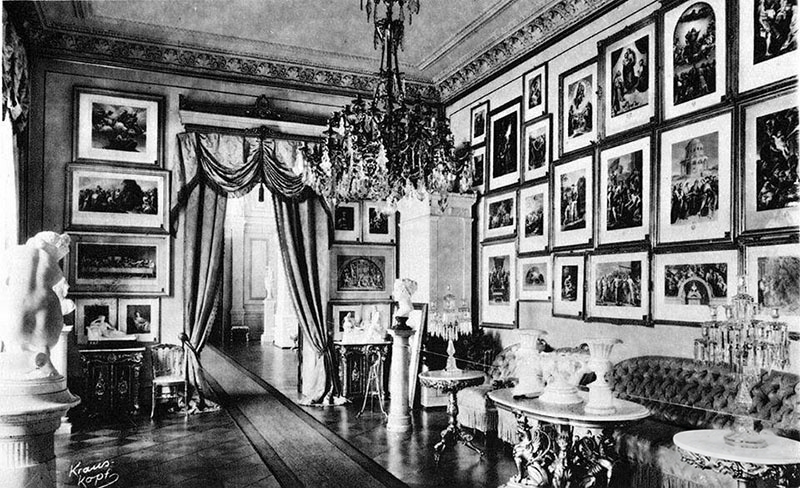
Wnętrze pałacu
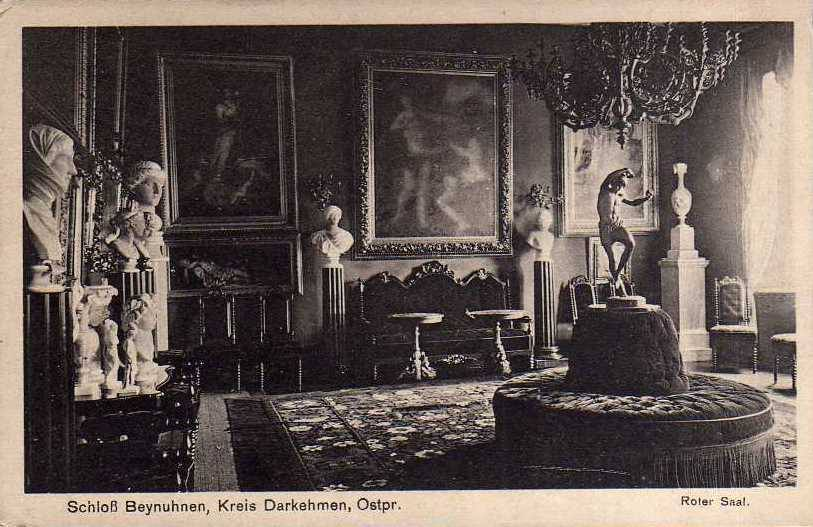
Wnętrze pałacu
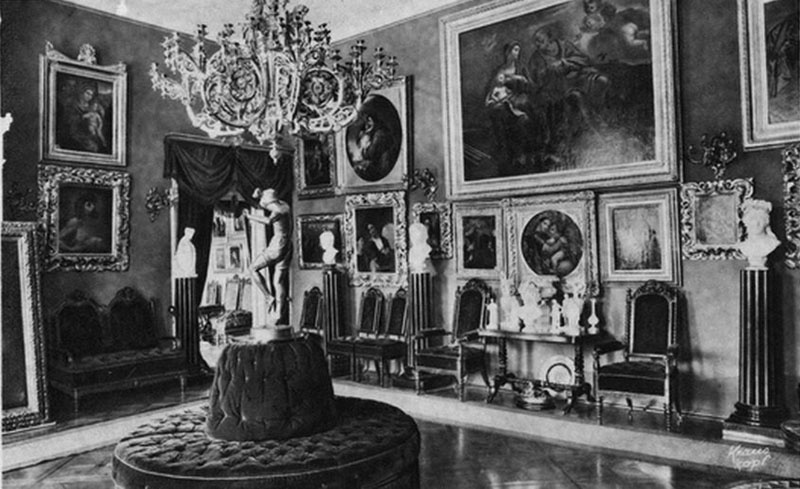
Fragment jednej z sal
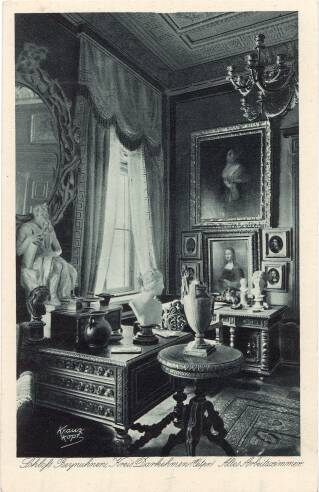
Wnętrze z widoczną kopią obrazy Mona Lisa
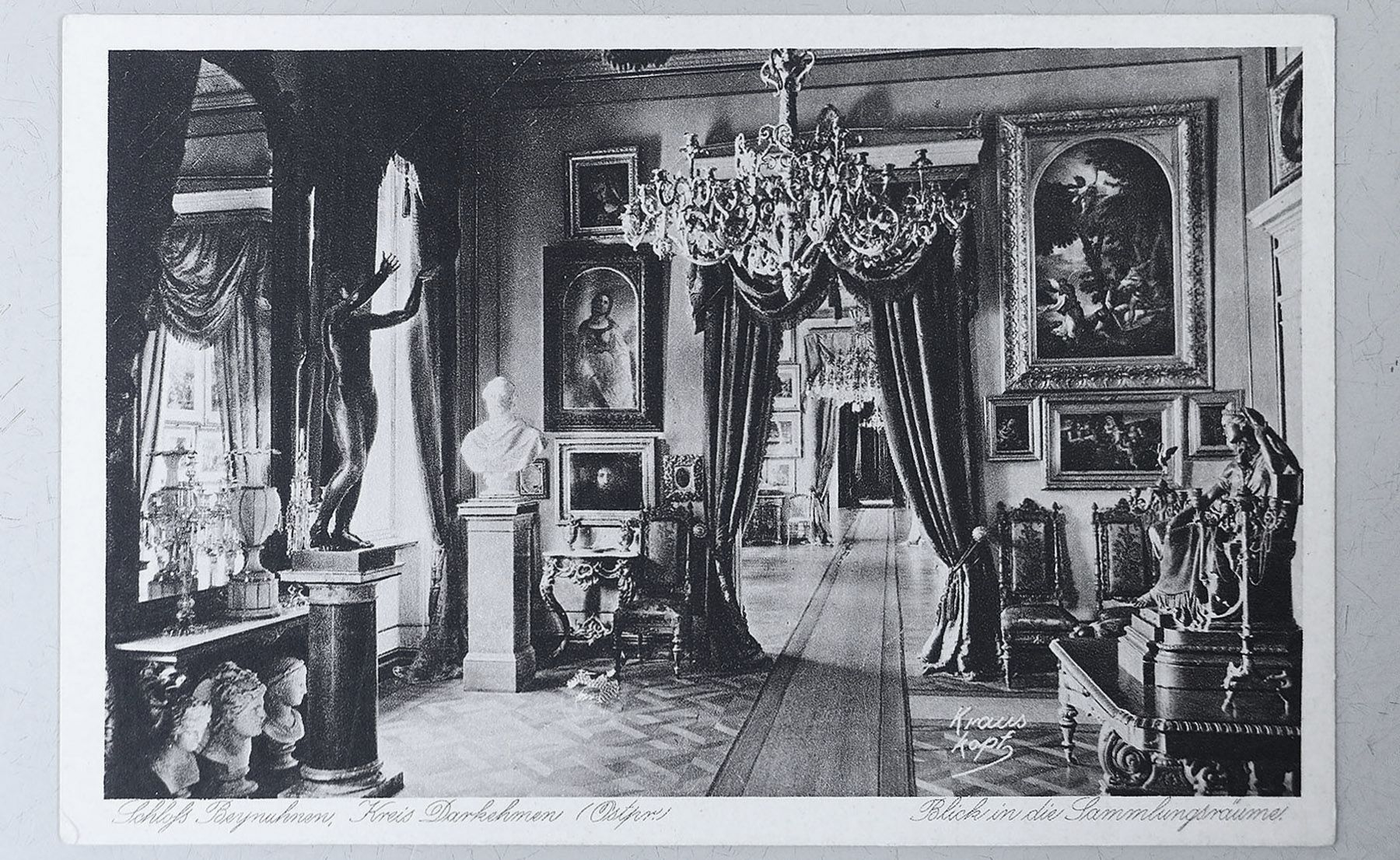
Wnętrze pałacu
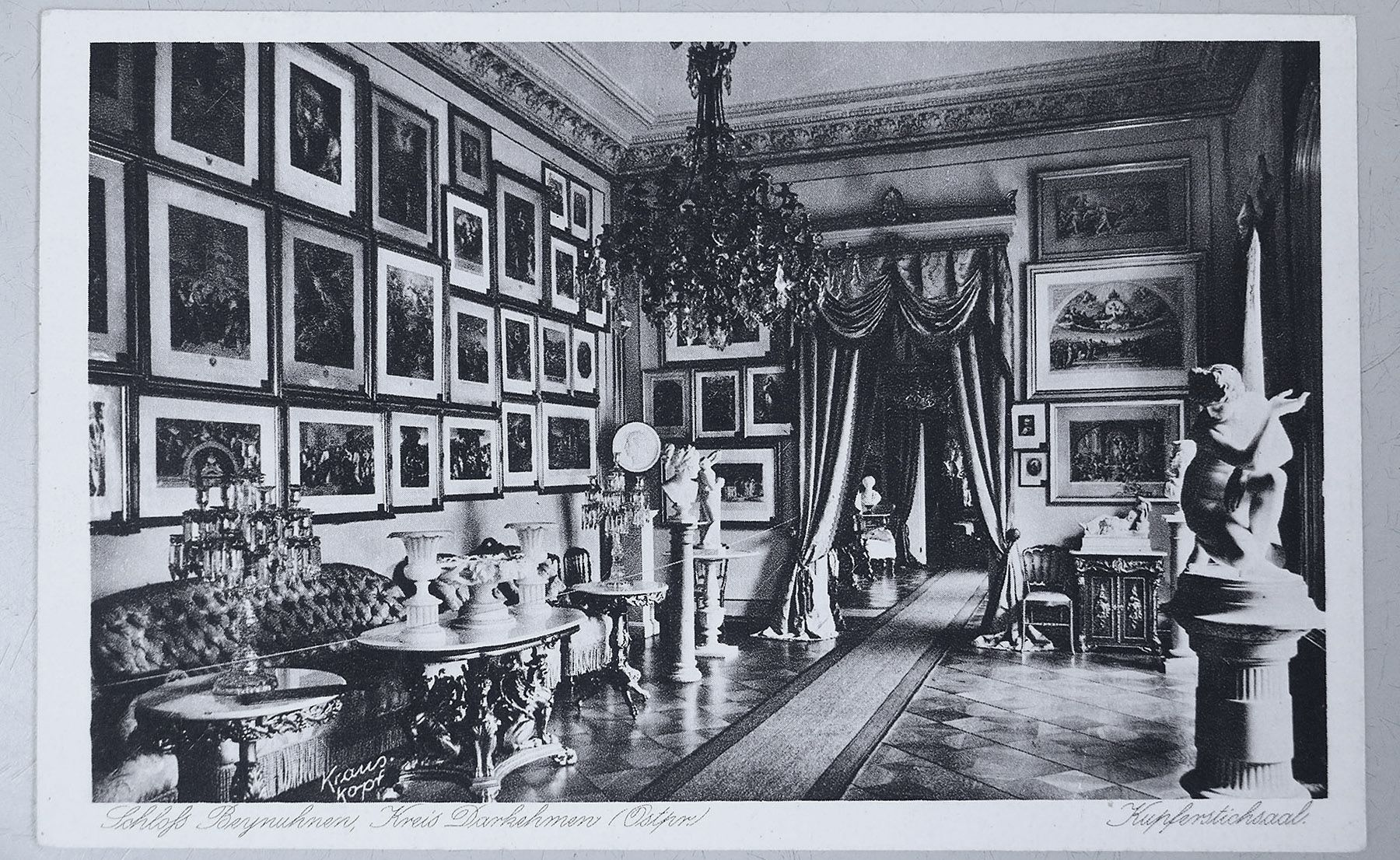
Wnętrze pałacu
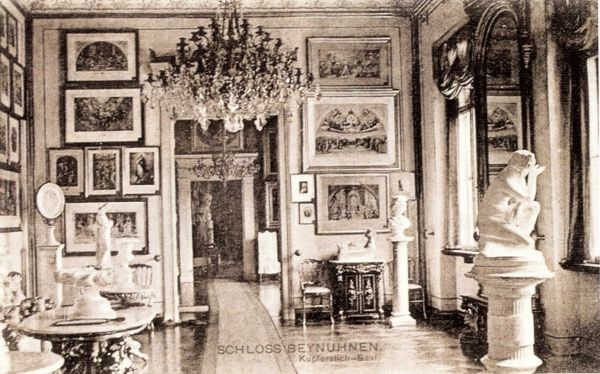
Wyposażenie pałacu
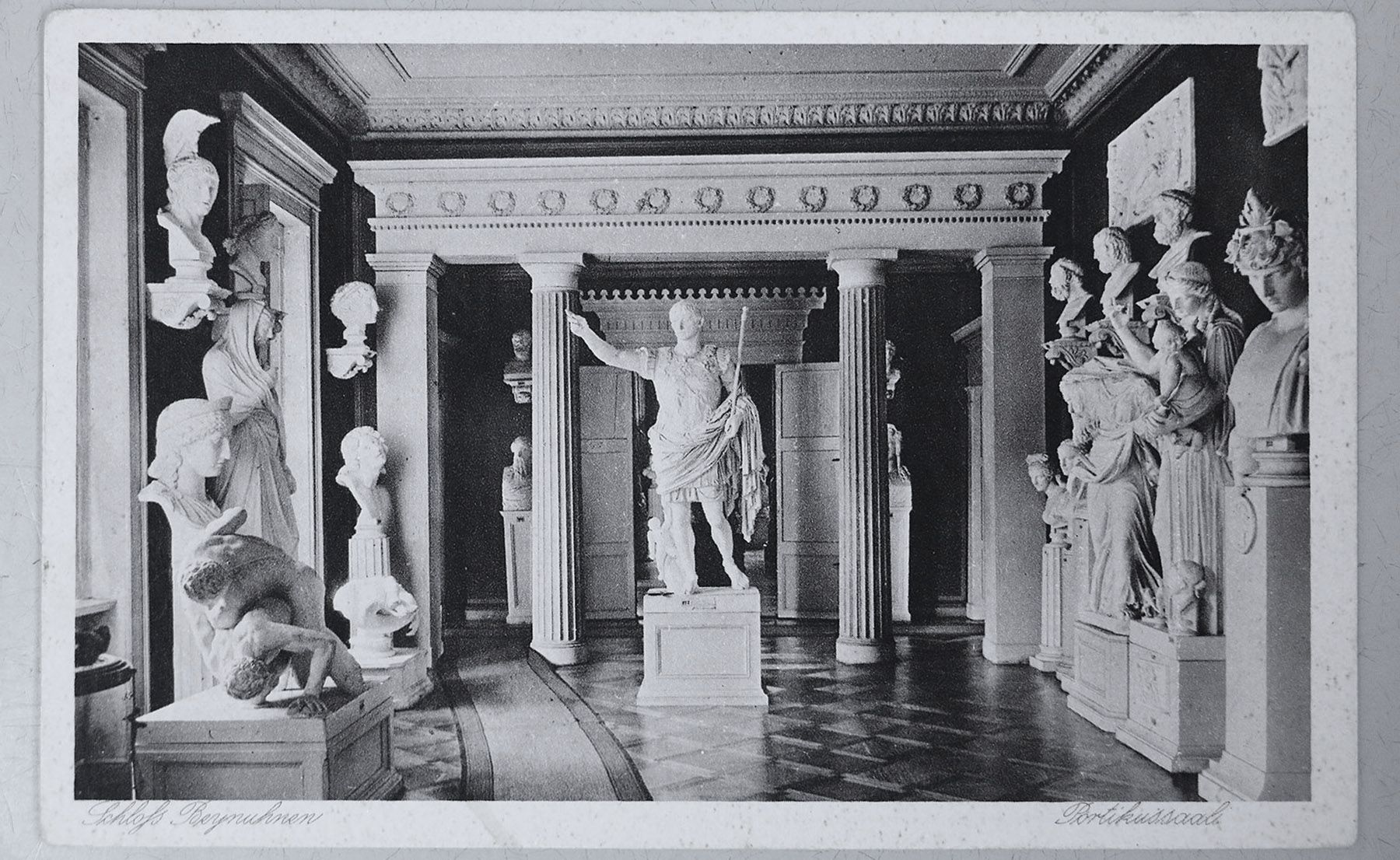
Wyposażenie pałacu
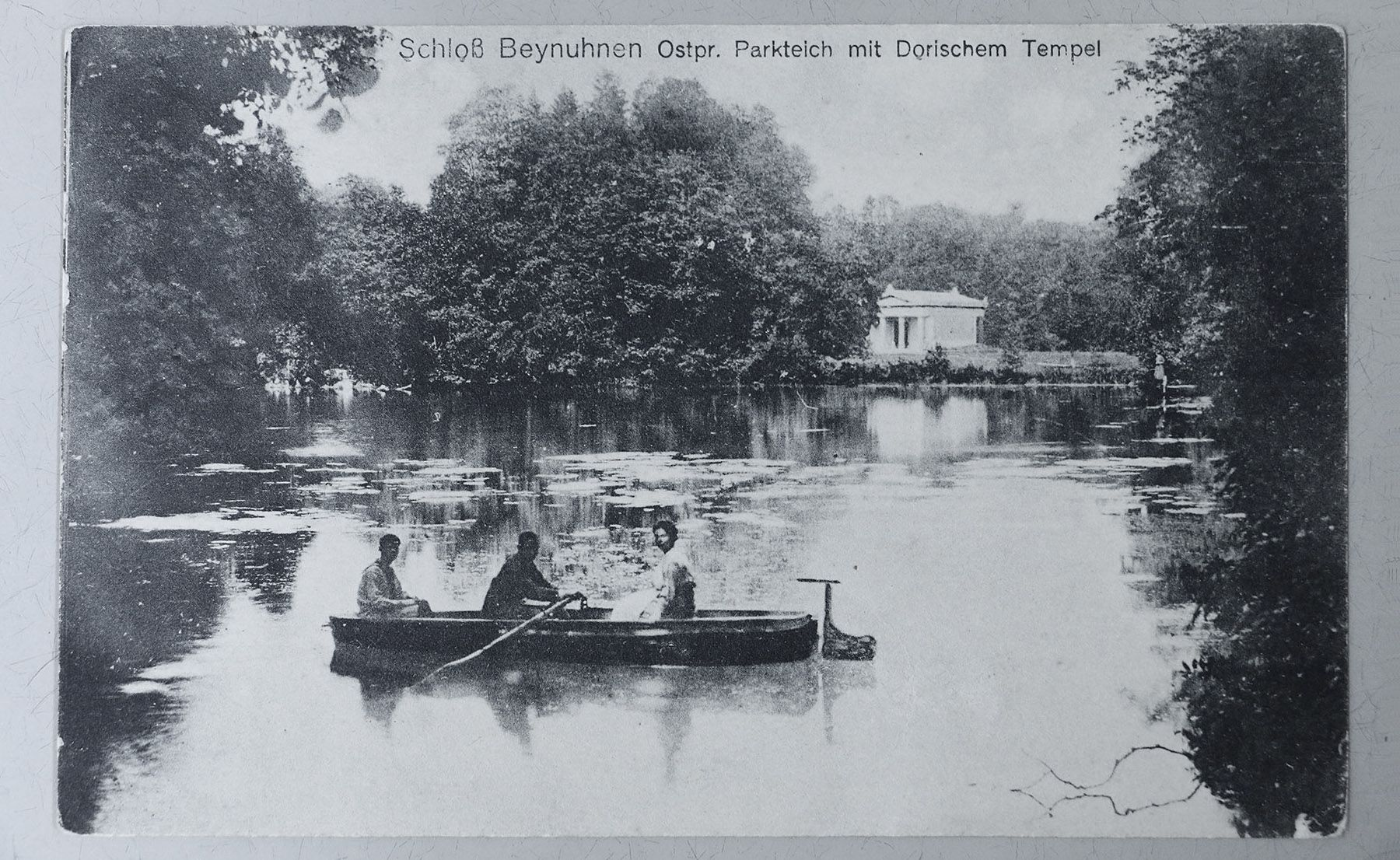
Staw pałacowy
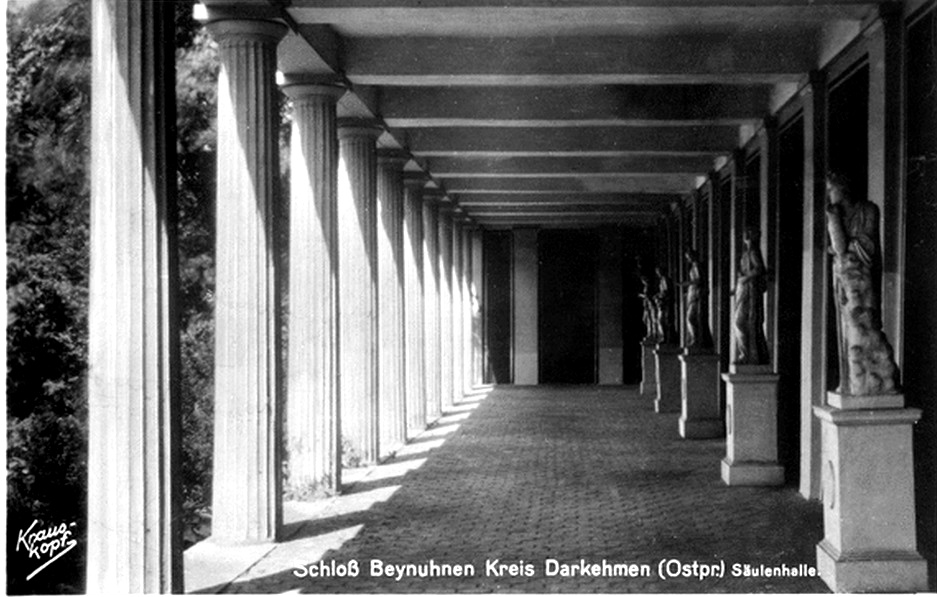
Pawilon w parku
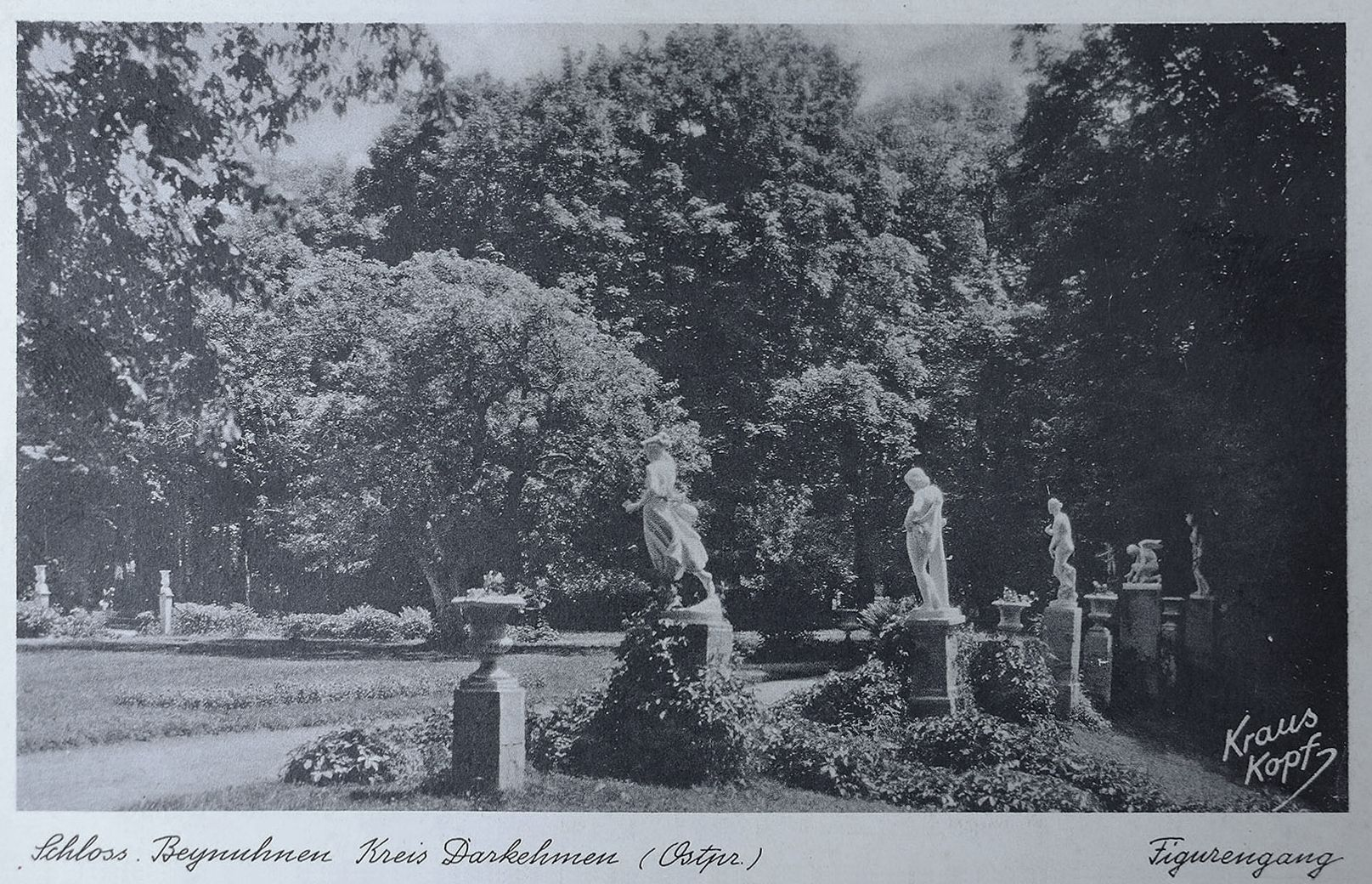
Rzeźby w parku
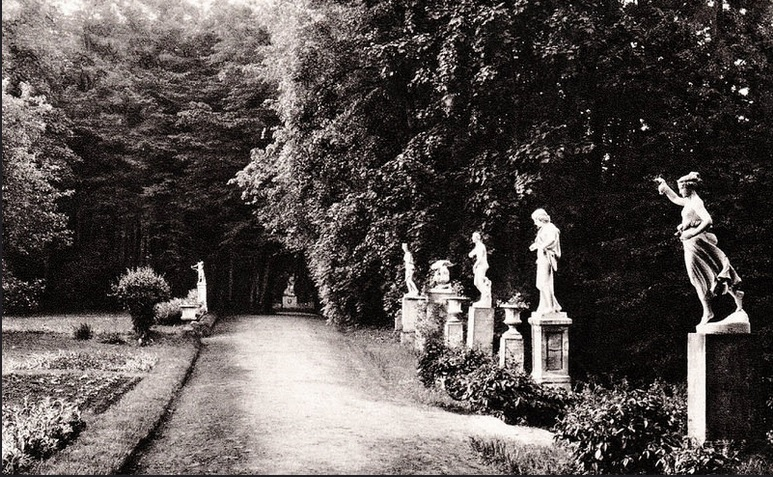
Aleja parkowa